# アーカイブズ学
アーカイブズ学（アーカイブズがく、英語：archival studies、archival science、archives administrative science
）とは、記録史料類の収集・整理・保存・提供を行うための科学的理論・方法を研究する学問分野。文書館学（もんじょかんがく
、ぶんしょかんがく）、史料管理学、記録史料学とも呼ばれる。

## 概要
行政等の通常業務において発生する公文書を一定の保存年限が過ぎた後にアーキビストなどの専門職の手によって廃棄すべきものと長期あるいは永久的に保存を行うために文書館に送るものに分類が行われる。そのために必要な記録史料に対する記録評価論・史料調査論・史料整理論・目録編成論・史料保存論などの実務的理論・技法を研究するための学問が文書館学である。

## 歴史
1899年にオランダのサミュエル・ムーラーらが執筆した『記録史料の整理と記録法』（Handleding voor het Ordenen en Beschrijcen van Arcchieven ）がその体系化の第一歩とされている。

### 日本での歴史
日本では古文書学は発達したものの、近世・近代の文書についての重要性についてはあまり省みられず、一定の年限が到来すれば破棄する事が原則とされていた。
第2次世界大戦後になって漸く日本でも近世・近現代の文書保存の必要性が認められるようになり、1951年（昭和26年）に文部省史料館が設置された。
1959年（昭和34年）、日本最初の文書館として山口県文書館が設置される。
1971年（昭和46年）には総理府の附属機関として国立公文書館が設置され、各官庁で保存されていた公文書が移管された。本格的な公文書の保存作業が行われるようになるとともに欧米の文書館学が紹介されるようになった。
1987年（昭和62年）には公文書館法、1999年（平成11年）には国立公文書館法が制定された。
現在では情報学などとも連携しながら、現存記録史料の評価・保存のための学術的な研究が進められるようになってきている。
かつては文書館学という呼称が主流だったが、アーカイブズという用語が文書資料のみならず映像資料などの多種多様な記録物に対して使われるようになったことや、公文書館における古文書・公文書の管理のみならず民間企業や市民運動における資料保存についても注目されるようになった事情を反映してか、近年ではアーカイブズ学と呼ばれることが多く、アーカイブズ学を冠する授業を開講したり、アーキビスト養成のための専攻課程を設置する大学も登場している。

## 教育および研修の実施機関
国立公文書館のページ（2022年12月時点）で「認証アーキビストとして必要な知識・技能等の内容が修得できる大学院や関係機関の研修」として名前が挙がっているものには（※）を付した。

### 専攻や養成コースを設置もしくは提供している日本の大学・大学院
- 東北大学大学院文学研究科認証アーキビスト養成コース：2022年-[14]（2010年-[15]）（※）
- 学習院大学大学院人文科学研究科アーカイブズ学専攻[16]：2008年-[15]（※）
- 法政大学大学院人文科学研究科史学専攻アーキビスト養成プログラム[17]
- 中央大学大学院アーキビスト養成プログラム[18]（所属する研究科・専攻を問わず、中央大学大学院に在籍する大学院生であれば誰でも履修が可能）
- 昭和女子大学大学院生活機構研究科生活文化研究専攻アーキビスト養成プログラム[19]（男女共学）（※）
- 神奈川大学大学院歴史民俗資料学研究科：1993年-[15]
- 駿河台大学大学院文化情報学研究科：1999年-?[15]、駿河台大学メディア情報学部図書館・アーカイブズ分野[20]
- 筑波大学大学院人間総合科学学術院人間総合科学研究郡情報学学位プログラム「図書館・博物館・文書館資源管理コース」[21]
- 岐阜女子大学文化創造学部文化創造学科デジタルアーカイブ専攻[22]
- 奈良大学総合社会学科デジタルアーカイブ応用コース[23]
- 大阪大学アーキビスト養成・アーカイブズ学研究コース[24]（※）
- 島根大学大学院人間社会科学研究科社会創成専攻アーカイブズ学分野[25]（※）
- 九州大学大学院統合新領域学府　ライブラリーサイエンス専攻：2011年-[15][26]
- 別府大学文学部史学・文化財学科日本史・アーカイブズコース[27]：2009年-[28]

（旧「別府大学文学部史学科　文書館専門職（アーキビスト）養成課程」：2004年-2009年）
別府大学大学院文学研究科史学・文化財学専攻
- 佐賀女子短期大学地域みらい学科司書アーカイブズコース[30]

### 授業を開講している日本の大学・大学院
- 筑波大学大学院図書館情報メディア研究科（アーカイブズ学についての講義がある[31]）
- 群馬県立女子大学文学部総合教養学科（「文化資源学概論」を開講[32]）
- 駒澤大学（記録史料学の授業を開講[33]。人文科学研究科歴史学専攻のページでは「アーカイブス論、記録史料学といった今後の研究動向を見据えた知的情報整理・保存・利用の研究をも取り入れ」ていることが述べられている[34]）
- 総合研究大学院大学文化科学研究科日本文学研究専攻学術資料マネジメント教育プログラム（アーカイブズ学の授業を開講[35]）
- 神奈川大学（「文書館資料学特論 -アーカイブズ学概論-」を開講[36]）
- 東洋大学文学部史学専攻（アーカイブズ学の講義が実施されているとの情報がある[37]が、詳細は不明。OBによる就職講座の一環としてアーキビストの仕事について紹介するものがある[38]ほか、文学部史学専攻の教育課程表・時間割[39]においては、博士前期課程の授業科目・研究指導の一覧に、国文学研究資料館における集中講義形式の研修として「史料管理学」が記載されている）
- 静岡大学情報学部情報社会学科：2000年-[15]（学芸員課程にアーカイブズ管理論がある[40]）
- 東海大学歴史学科日本史専攻（「史料管理学演習」を開講）[41]
- 沖縄女子短期大学（準デジタル・アーキビスト資格取得講座を開講[42]）

### 国文学研究資料館のアーカイブズ・カレッジ（後述）を単位認定している日本の大学・大学院
※国文研のページで紹介されているもの。
- 一橋大学大学院社会学研究科[44]
- 中央大学大学院文学部日本史学専攻[45]
- 昭和女子大学大学院生活機構研究科生活文化研究専攻[46]
- 学習院大学大学院
- お茶の水女子大学大学院歴史文化学コース[47]
- 東京大学大学院人文社会研究科[48]
- 駒澤大学大学院
- 京都府立大学大学院（短期コースも含む）
- 千葉大学大学院
- 國學院大學大学院
- 上智大学大学院
- 明治大学大学院
- 東洋大学大学院
- 日本女子大学大学院

また、上に挙げられているほかにも、史学専攻や図書館学・博物館学・情報学の分野でアーカイブズについて取り上げる大学が存在する可能性がある。

### 研修会を実施している日本の機関・施設
- 国文学研究資料館　アーカイブズ・カレッジ（史料管理学研修会）[49]

（旧「公文書館専門職員養成講座」：1998年-?）
　6週間の長期コース（※）と1週間の短期コースがある。
- 全国歴史資料保存利用機関連絡協議会（全史料協）　研修会[51]
- 国立公文書館　公文書管理研修、アーカイブズ研修（※）[52]
- 国立女性教育会館　女性アーカイブ研修[53]

その他、専門的なプログラムではないが、古文書講座やアーカイブズ講座が社会教育の一環として、各地の公文書館で実施されている。

### 資格制度
アーカイブズ学の知見を有する専門家の資格制度については、アーキビスト § 日本における資格を参照のこと。